# شورای پیاچنزا

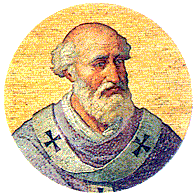
پاپ اوربان دوم

شورای پیاچنزا (انگلیسی: Council of Piacenza)، شورایی است در سال ۱۰۹۵ که به دستور پاپ اوربان دوم در پیاچنزا برگزار شد. این دنباله مجمع کلرمونت بود در باب مناقشه اعطای مقام با هاینریش چهارم بود.